# レオ・ドリーブ
クレマン・フィリベール・レオ・ドリーブ（Clément Philibert Léo Delibes, 1836年2月21日 - 1891年1月16日）は、フランスのロマン派音楽の作曲家。バレエ音楽『コッペリア』『シルヴィア』やオペラ『ラクメ』などで知られ、「フランス・バレエ音楽の父」と呼ばれる。迫力や壮大などといった言葉とは無縁の、優美で繊細な舞台音楽を残した。昔、日本では「デリーブ」や「デリベス」とも呼ばれた。

## 生涯

### 出生と教育
1836年、ドリーブはフランスの現在のサルト県に位置するサン・ジェルマン・デュ・ヴァル（Saint-Germain-du-Val）に生まれる。彼の父はパリで働く郵便配達人で、彼の母親は、才能のあるアマチュア音楽家で、エドゥアール・バティストの姪であった。また、彼の祖父はオペラ歌手であった。
1871年、35歳の時に、彼はレオンティーヌ・エステル・ドゥナン（Léontine Estelle Denain）と結婚した。彼の兄弟であるミヒャエル・ドリーブ（Michel Delibes）は、スペインに移住したが、スペインの作家ミゲル・デリーベスの祖父である。
彼の父が1847年に死亡してからは、母親と叔父の手によって育てられた。父の死後一家はパリに移り、そこで12歳の誕生日を迎えると直後にドリーブはパリ国立高等音楽・舞踊学校（パリ音楽院）に入学した。彼はまずアントワーヌ＝ジュール・タリオ（Antoine-Jules Tariot）に音楽理論、次にフェリクス・ル・クーペにピアノ、フランソワ・ブノワにオルガン、フランソワ・バザンに和声を師事。さらに18歳の時にはアドルフ・アダンに師事し、作曲を学ぶ。少年の頃、ドリーブは他の人より並外れた優れた歌声を持っていたという。彼はマドレーヌ寺院の聖歌隊員、1849年にパリ・オペラ座で行われたマイアベーアの『預言者』の初演で歌唱した。学生時代、ドリーブは1853年にサン・ピエール・ド・シャイヨー教会のオルガン奏者を務めた後、リリック劇場の伴奏者となった。彼の伝記作家ヒュー・マクドナルドは、ドリーブは1871年まで教会のオルガン奏者であったが（彼はいくつかの役職を務めており、最後の役職は1862年からサン・ジャン・サン・フランソワ教会であった）、「明らかに、より魅力的なものになった」と書いている。

### 作曲

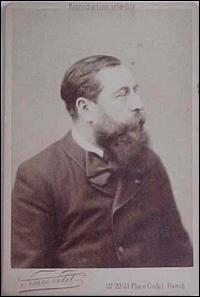
1875年にパリ・オペラ座のスタジオで撮影された写真。

1856年、ドリーブ初期の舞台作品はフォリー・ヌーベル劇場で初演された。『2スーの石炭（Deux sous de charbon, ou Le Suicide de Bigorneau）』は、ジュール・モワノー（Jules Moinaux）の台本を基にした一幕のオペレッタで、しばしば「窒息の抒情詩」と評される。14年間、彼は年に1つのペースで莫大な数のコミック・オペラを作曲した。その作品の多くはオッフェンバックが経営していた劇場、ブフ・パリジャン座のために書かれたもので、特にドリーブの2作目のオペラ『2人の老看護婦』は、マクドナルドによれば「『機知に富んだメロディーと音楽』という作曲家の才能によるものである」とした。
ドリーブは作曲家としてだけでなく、批評家としても活躍していた（短期間だが）。学校での音楽検査員、パリ・オペラ座伴奏者であり、後に合唱指揮者を務めた（1862年頃から）。彼のオペラ座への就任は、バレエ音楽という新たなるジャンルの作曲家としてのキャリアにつながった。 1866年に彼は2幕の『泉』作曲を依頼され、レオン・ミンクスと共に制作し、ドリーブは第2幕と第3幕 第1場の音楽を担当した。音楽学者で批評家のアドルフ・ジュリアン（Adolphe Jullien）の見解では、ドリーブは「『バレエ音楽の作曲家として非常に豊かな旋律を示した』ため、ミンクスは『ドリーブの影に隠れてしまった』としている。
ドリーブはまもなく、アダンのバレエ、『海賊』の1867年のリバイバルに導入される。

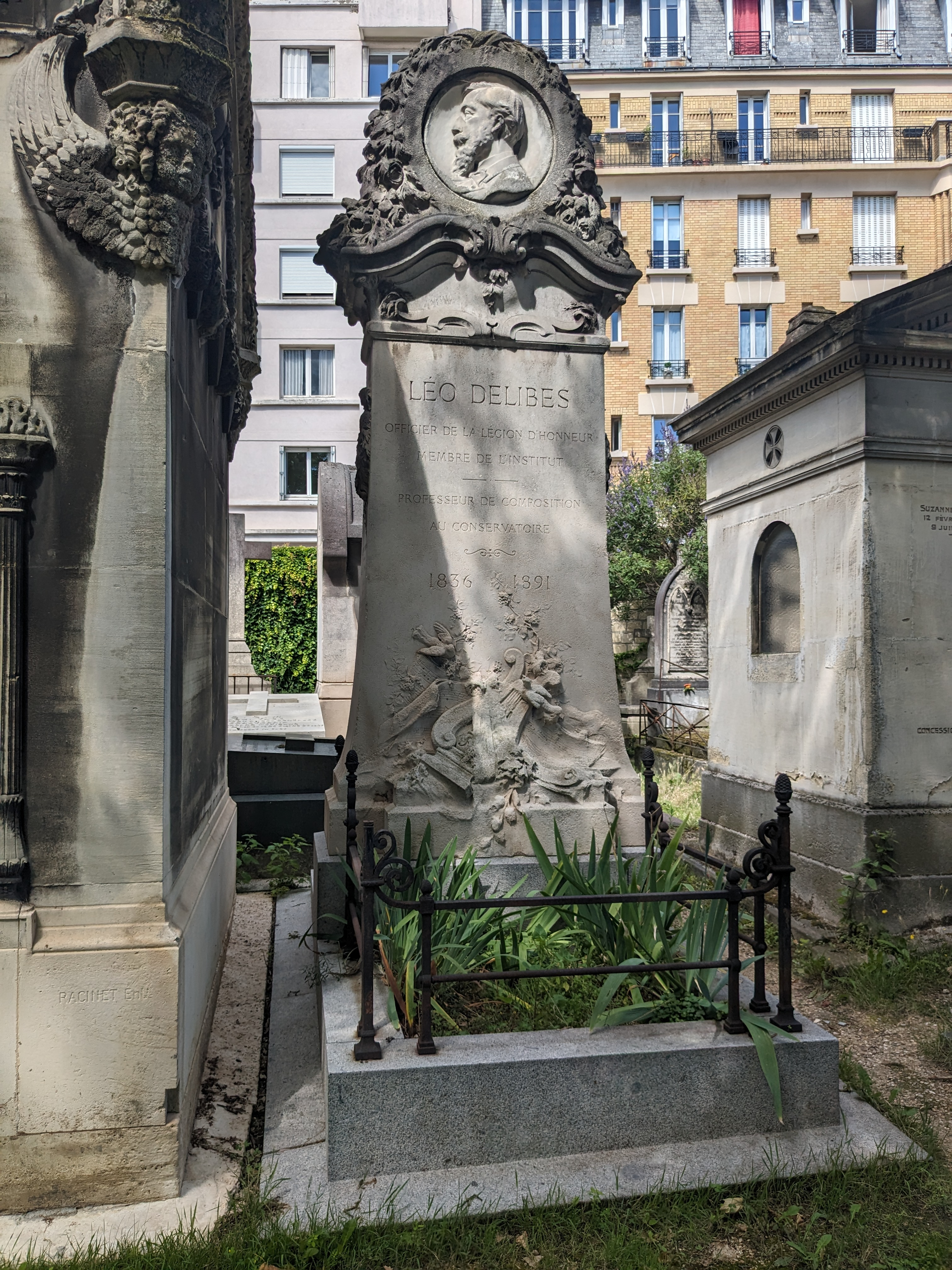
モンマルトル墓地にあるドリーブの墓

1881年、ドリーブはフーガや対位法についての知識は無知であったと自らが認めたにもかかわらず、ナポレオン・アンリ・ルベルの後任として音楽院の教授に就任した。1882年にはコメディ・フランセーズでのユゴーの戯曲『王は愉しむ（Le roi s'amuse）』の再演のために付随音楽『歓楽の王 Le roi s'amuse 』を作曲した。同時期のオペラ『ラクメ』は1883年4月14日にオペラ=コミック座で初演された。この『ラクメ』はすぐにヨーロッパ中のオペラハウスで取り上げられ、ロンドン（1885年）や、アメリカ合衆国のニューヨーク（1886年）でも上演された。晩年もドリーブは経済的に裕福だった。 1884年にはフランス学士院の会員に選出された。ドリーブは長い期間体調を崩しており、55歳の誕生日の直前に突然倒れ、パリの自宅で亡くなった。その後パリ、モンマルトル墓地に埋葬された。彼の最後の作品『カッシア Kassya』は、彼の死により未完に終わった。

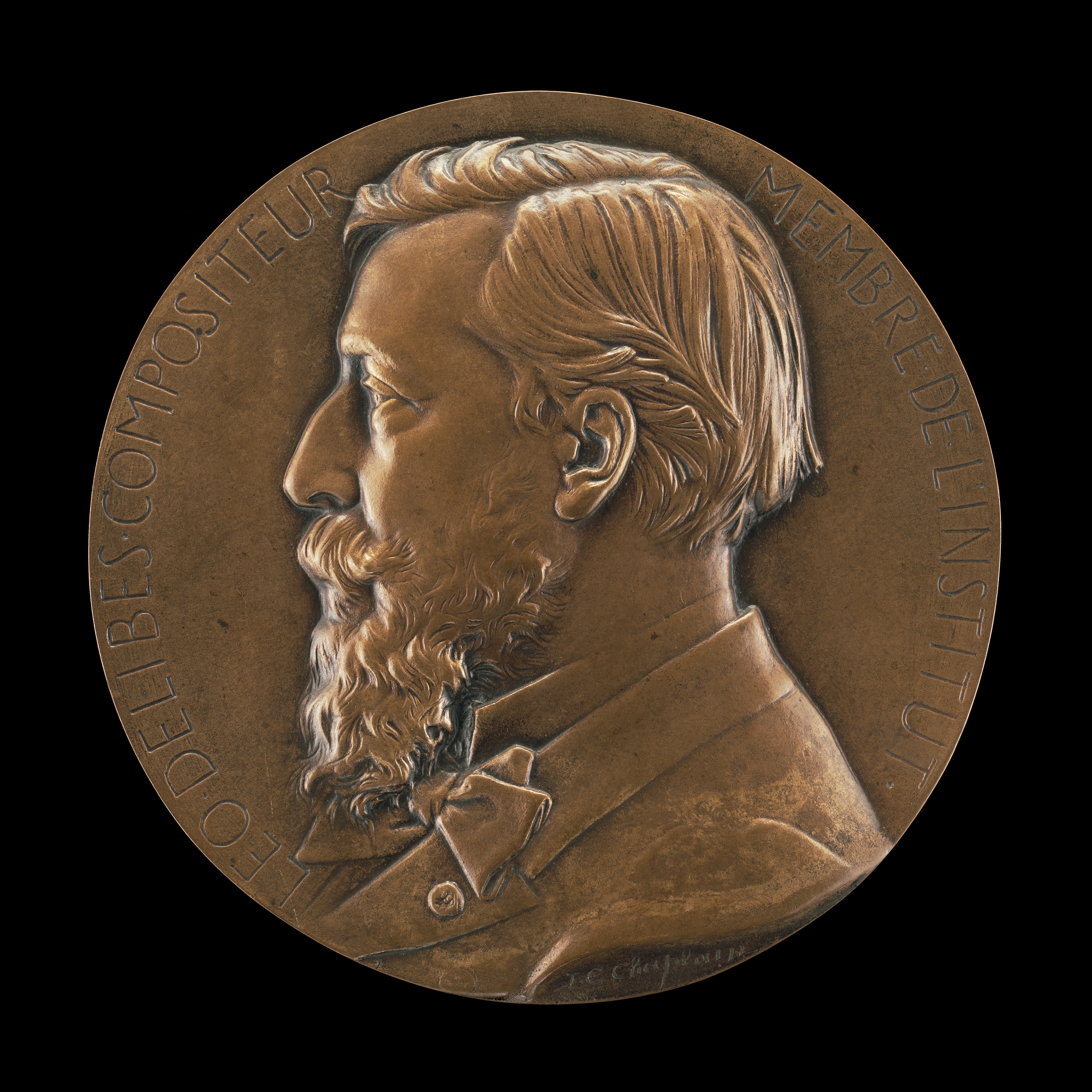
ジュール・クレモン・シャプラン作の記念コイン
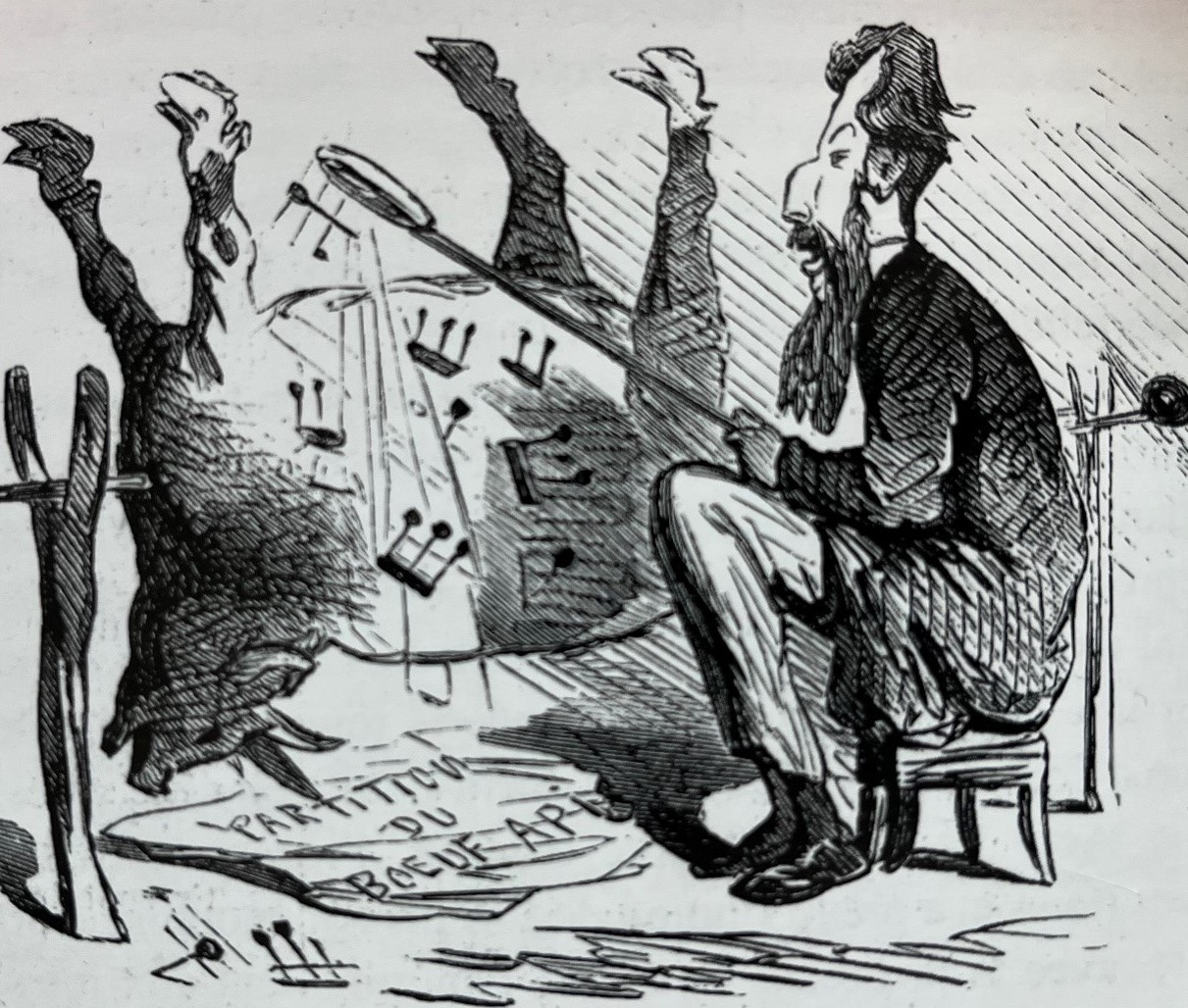
ドリーブの描かれたカリカチュア「簡単な方法でおいしい牛肉を準備するレオ・ドリーブ氏。 — 良いものを愛する人への知らせ」。1865年5月20日、 "Cham"[注釈 1]作。ドリーブのオペラ「Le Bœuf Apis」を風刺している。

## 作品

### バレエ

#### 評価

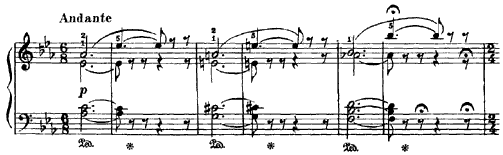
「ピッツィカート」の旋律

師アダンの影響を受け、コッペリアは音楽全体にライトモチーフを多く使用しており、鮮やかな描写も含まれている。ドリーブは、アダム独特の控えめなライトモチーフの使い方を詳しく研究した。それぞれの登場人物には、その人物を想像する音楽が演奏される。ノエル・グッドウィン（Noël Goodwin）は『コッペリア』について次のように話している。
| 「 | スワニルダは明るく優雅な入場ワルツを、コッペリウスは硬くて乾いた対位法を、彼が作った人形であるコッペリアにも独創的に適用された「装置」を、フランツは同じメロディーを共有する2つのテーマを演奏最初の4つの音符の形状は異なるが、2番目の音符は陽気な最初の主題よりも感傷的な感情を持っている。 | 」 |

ドリーブは、ワルツの一部に、ボレロ、チャールダーシュ、ジグ、マズルカなどといった特徴的な民族舞踊を多用した。いくつかの批評家の意見では、シルヴィアは代表作のコッペリアの点数を上回っている。ロシア・バレエの代表的作曲家であるチャイコフスキーは『シルヴィア』を絶賛し、知人タネーエフにこう伝えたという。
| 「 | 音楽がメインであるだけでなく、唯一興味を示す最初のバレエ。何という魅力、何という優雅さ、何というメロディ、リズミカル、そしてハーモニーの豊かさだろう。恥ずかしかった。もし私がもっと早くこの作品を知っていたら、私は『白鳥の湖』を作曲しなかっただろう。 | 」 |

#### 代表作
- 泉 La Source (1866年)
レオン・ミンクスとの共作であり、ドリーブは第2幕と第3幕 第1場の音楽を担当した。また、タイトルは『ナイラ、水の精』（Naïla, die Quellenfee）と表記される場合もある。
- コッペリア Coppélia (1867年)
ドリーブの作品の中でも最も有名なものであり、原作はE.T.A.ホフマンの短編小説『砂男』。
- シルヴィア Sylvia (1876年)
第3幕で演奏される「ピッツィカート」が有名。

### オペラ

#### 評価

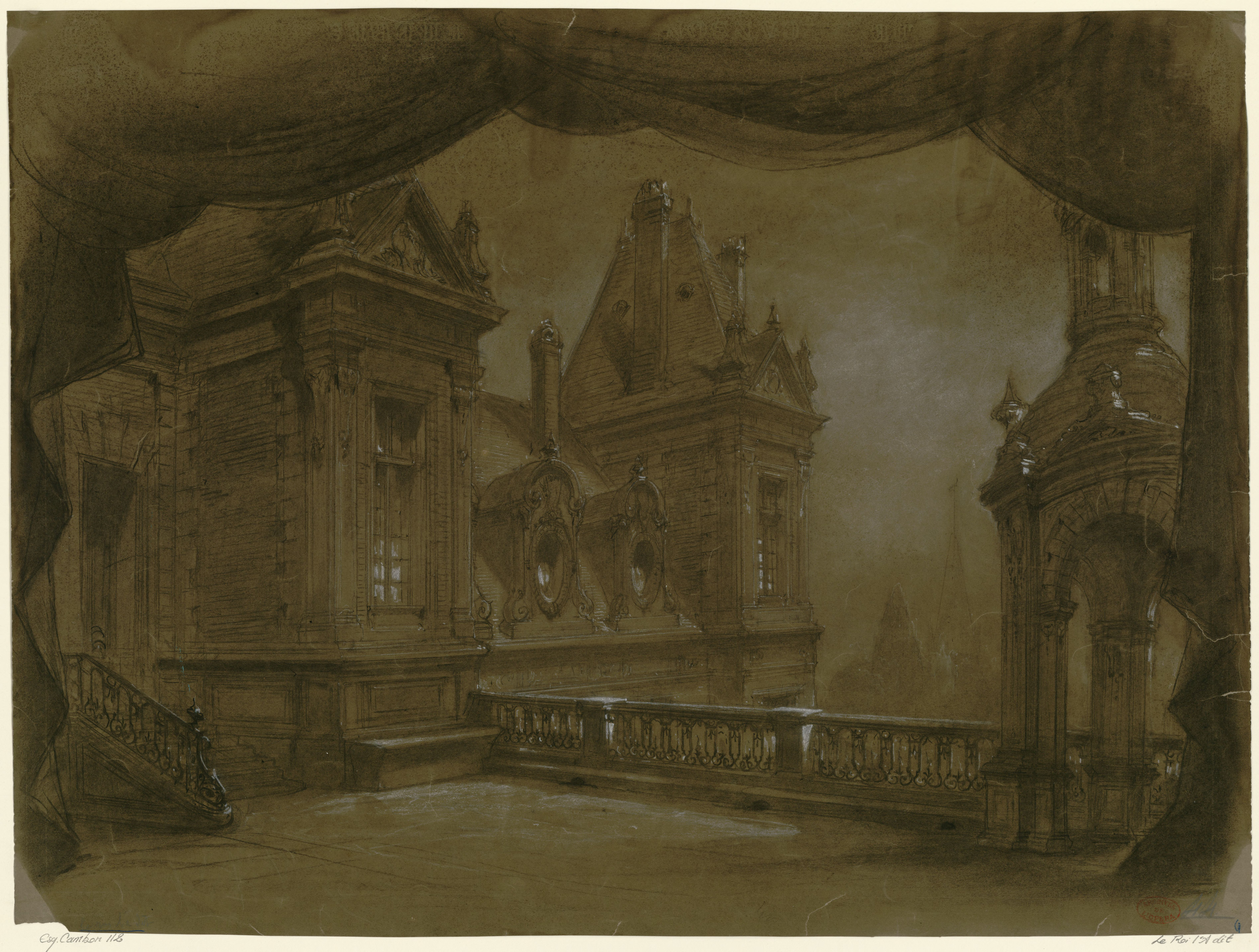
『王様のお言葉 Le Roi l'a dit』カンボン作のセットデザイン

1883年ニューグローヴ世界音楽大事典では、コッペリアやシルヴィアをも上回るドリーブの傑作として『ラクメ』がランクインしている。ラクメは、ハーモニーのテクニックやオーケストレーションの繊細さにおいてカルメンや真珠採りの詩を振り付け、ビゼーの影響を示しています。このオペラは有名ソプラノ歌手のレパートリーとみなされることもあるが、マクドナルドは、主要な男性キャラクターであるニラカンタとジェラルドが強く描かれており、音楽は「メロディックで絵のように美しく、演劇的に強い」ものであると書いている。マクドナルドは、劇的なレチタティーヴォが従来の傾向にあると感じているため、この劇的なレチタティーヴォに難色を示している。この作品は当初、会話付きのオペラ・コミックとして制作されており、レチタティーヴォは後に付けられたものであった。ラクメは他のオペラと同じく、有名なオペラ・コミックに位置づけられた。 1995年にオペラ・コミック座でナタリー・デセイ主演で演奏されたが、メトロポリタン歌劇場では1947年以来、ロイヤル・オペラ・ハウスでは1910年以来上演されていない。 Operabase と Les Archives du speech の2つのサイトは、ヨーロッパやその他の場所で不定期に行われる公演の詳細を常に記録している。その記録では1967年にジョーン・サザーランドを登場させてシアトル、2000年にハロライン・ブラックウェルを登場させて、1984年にニューヨーク・シティ・オペラによって上演された。

#### 代表作
- グリファール氏 Maître Griffard (1857年)
- 庭師とその主人 Le jardinier et son seigneur (1863年)
- ペトー王の宮廷 La cour du roi Pétaud (1869年)
- 王様のお言葉 Le roi l’a dit (1873)
- ニヴェルのジャン Jean de Nivelle (1880年)
- ラクメ Lakmé (1883年)
第1幕で歌われる「花の二重唱」が有名。

### オペレッタ
- 年頃の6人の娘 Six demoiselles à marier (1856年)
- 2人の老看護婦 Deux vieilles gardes (1856年)
- 2スーの石炭 Deux sous de charbon, ou Le Suicide de Bigorneau (1856年)
- フォランビュッシュ風オムレツ L’omelette à la Follembuche (1859年)
- オーケストラの楽士たち Les musiciens de l’orchestre (1861年)
ジャック・オッフェンバックらとの共作。
- わが友ピエルロ Mon ami Pierrot (1862年)
- エムスの水 	Les eaux d'Ems (1862年)
- 羽根の生えた蛇 Le serpent à Plumes (1864年)
- マルボロー将軍は戦いに出かける Malbrough s’en va-t-en guerre (1867年)
ジョルジュ・ビゼーらとの共作であり、ドリーブは第4幕の音楽を担当した。
- カッシア Kassya (1893年、未完)
未完の作品であり、1893年にジュール・マスネが補筆完成させた。

### 劇付随音楽
- 歓楽の王 Le roi s'amuse (1882年)
原作はジュゼッペ・ヴェルディのオペラ『リゴレット』と同じくヴィクトル・ユーゴーの戯曲『王は愉しむ（Le roi s'amuse）』による。また、邦題は『王の楽しみ』と表記される場合もある。

### 管弦楽曲
- 花の踊り Pas de fleurs (1867年)
『ナイラ・ワルツ』（Naïla Valse）として知られ、アドルフ・アダンのバレエ『海賊』の挿入曲として作曲された。

### 室内楽曲
- コンクール用小品 (1876年、フルートとピアノのための)
- トランペットのための初見用小品 ヘ長調 (1881年)
- トロンボーンのための初見用小品 ハ長調 (1887年)
- ハープのための初見用小品 ト長調 (1887年)

### 宗教音楽
- ミサ・ブレヴィス ト短調 (1875年出版)

### 歌曲
- カディスの娘たち Les filles de Cadix (1874年)